# Crise d'ado
Pour plus de détails, voir Fiche technique et Distribution.
Crise d'ado est un film canadien réalisé par Marc-André Lavoie et dont la sortie est prévue en 2025.

## Synopsis
Quatre jeunes rebelles, prêts à tout pour retrouver un chat disparu, se lancent dans une quête improbable, au péril de leur propre sécurité. Face à un policier intrépide (Réal Bossé) et une gardienne dépassée mais déterminée (Sonia Vachon), le leader du groupe (Iani Bédard) devra enfreindre toutes les règles et déployer une ingéniosité sans limites pour atteindre son objectif. Refusant de renoncer, cette quête improbable éveille chez lui une blessure profonde et enfouie : la disparition non résolue de son père, qu’il n’a jamais pu accepter.

## Fiche technique
- Titre : Crise d’ado
- Réalisation : Marc-André Lavoie
- Scénario : Marc-André Lavoie et Adrien Bodson
- Production : Adrien Bodson
- Producteur exécutif : Pierre Brousseau
- Société de production : Les Productions Orange Films
- Durée : 87 minutes

## Distribution
- Iani Bédard
- Vanel Lavoie
- Rose Choinière
- Antonin Bouffard
- Réal Bossé
- Sonia Vachon
- Laurent-Christophe De Ruelle
- Emmanuel Bilodeau
- Maxime Morin
- Anne Lapierre

## Promotion
Quelques semaines avant la sortie du film, l'humoriste et vidéaste Rachid Badouri, ami du réalisateur Marc-André Lavoine, qu'il veut aider un peu dans la promotion du film, publie une vidéo d'humour dans laquelle une fille se rend voir le film. Elle laisse penser que le film est déjà sorti et de nombreuses personnes se rendent par erreur au cinéma alors que le film n'est pas encore dans les salles. Rachid Badouri s'excuse quelques jours plus tard d'avoir induit les gens en erreur et offre en échange 50 entrées gratuites à 50 familles s'étant déplacées en vain. 